# 17089 Меркадо
17089 Меркадо (17089 Mercado) — астероїд головного поясу, відкритий 10 травня 1999 року.
Тіссеранів параметр щодо Юпітера — 3,437.